# 1급기밀 (영화)
"1급기밀"은 2018년에 개봉한 대한민국의 영화이다.

## 개요
방산비리를 소재로 국가라는 이름으로 봉인된 내부자들의 은밀한 거래를 폭로하는 범죄 실화극이다.

## 캐스팅
- 김상경 : 박대익 중령 역
- 김옥빈 : 김정숙 기자 역
- 최무성 : 천현석 장군 역
- 최귀화 : 남선호 대령 역
- 김병철 : 황 주임 역
- 서현우 : 차우진 역
- 황보라 : 미란 역
- 김경남 : 곽 병장 역
- 이항나 : 희경 역
- 이지원 : 박시원 역
- 지건우 : 경철 역
- 성병숙 : 영우 모 역
- 김성민 : 영우 아내 역
- 임승대 : 송창민 피디 역
- 지대한 : 보도국장 역
- 이재구 : 방송국본부장 역
- 홍석빈 : 김기식 사장 역
- 이승훈 : 주 대령 역
- 강승민 : 병원장 역
- 신윤정 : 여 부관 역
- 서진원 : 김창순 역
- 윤서진 : 창고병장 역
- 단우 : 김도식 역
- 이윤혁 : 황 장군 역
- 이승부 : 박 장군 역
- 염철호 : 명수 역
- 허선행 : 국방부대변인 역
- 이상철 : 구두수선공 역
- 황동희 : 휴가병 역
- 권한솔 : 은행여직원 역
- 문석 : 헌병 역
- 최고 : 영우아들 역
- 손민준 : 항공부품과장교 역
- 현종우 : 항공부품과장교 역
- 노준영 : 항공부품과여군무원 역
- 명종환 : 항공부품과군무원 역
- 장탁현 : 항공부품과사병 / 관제탑 역
- 이종건 : 항공부품과사병 역
- 김효준 : 군수사관 / 관제탑 역
- 마정석 : 군수사관 1 역
- 안현준 : 군수사관 2 역
- 김준석 : 군수사관 3 / 편대장 역
- 최순영 : 룸아가씨 역
- 김진아 : 룸아가씨 1 역
- 주보라 : 룸아가씨 2 역
- 최보연 : 룸아가씨 3 역
- 최준묵 : 아나운서 역
- 김우진 : 아나운서 역
- 김태민 : 아나운서 역
- 김민정 : 아나운서 역
- 이길아 : 아나운서 역
- 김성진 : 운전사병 현석 역
- 유영호 : 택시기사 역
- 이정철 : 군수본부장 역
- 차인환 : 서 전무 역
- 황복순 : 시원외할머니 역
- 박준혁 : 창고일병 역
- 손세옥 : 수사관 역
- 문희수 : 방송국직원 역
- 이대형 : 방송국직원 역
- 윤현석 : 방송국직원 역
- 박충선 : 전광우 기자 역 (우정출연)
- 권태원 : 사단장 역 (우정출연)
- 김중기 : 강 장군 역 (우정출연)
- 유선 : 캐서린 킴 역 (특별출연)
- 정일우 : 강영우 대위 역 (특별출연)
- 신승환 : 정인국 역 (특별출연)

## 같이 보기
- 2018년 대한민국의 영화 목록